# Highland (hrabstwo Douglas)
Highland – miasto w Stanach Zjednoczonych, w stanie Wisconsin, w hrabstwie Douglas.